# Calycosia lageniformis
Calycosia lageniformis är en måreväxtart som först beskrevs av John Wynn Gillespie, och fick sitt nu gällande namn av Albert Charles Smith. Calycosia lageniformis ingår i släktet Calycosia och familjen måreväxter. Inga underarter finns listade i Catalogue of Life.